# 罗卡福尔扎塔
罗卡福尔扎塔（義大利語：Roccaforzata），是意大利塔兰托省的一个市镇。总面积5平方公里，人口1845人，人口密度369.0人/平方公里（2009年）。ISTAT代码为073023。